# アリッサ・ミラノ

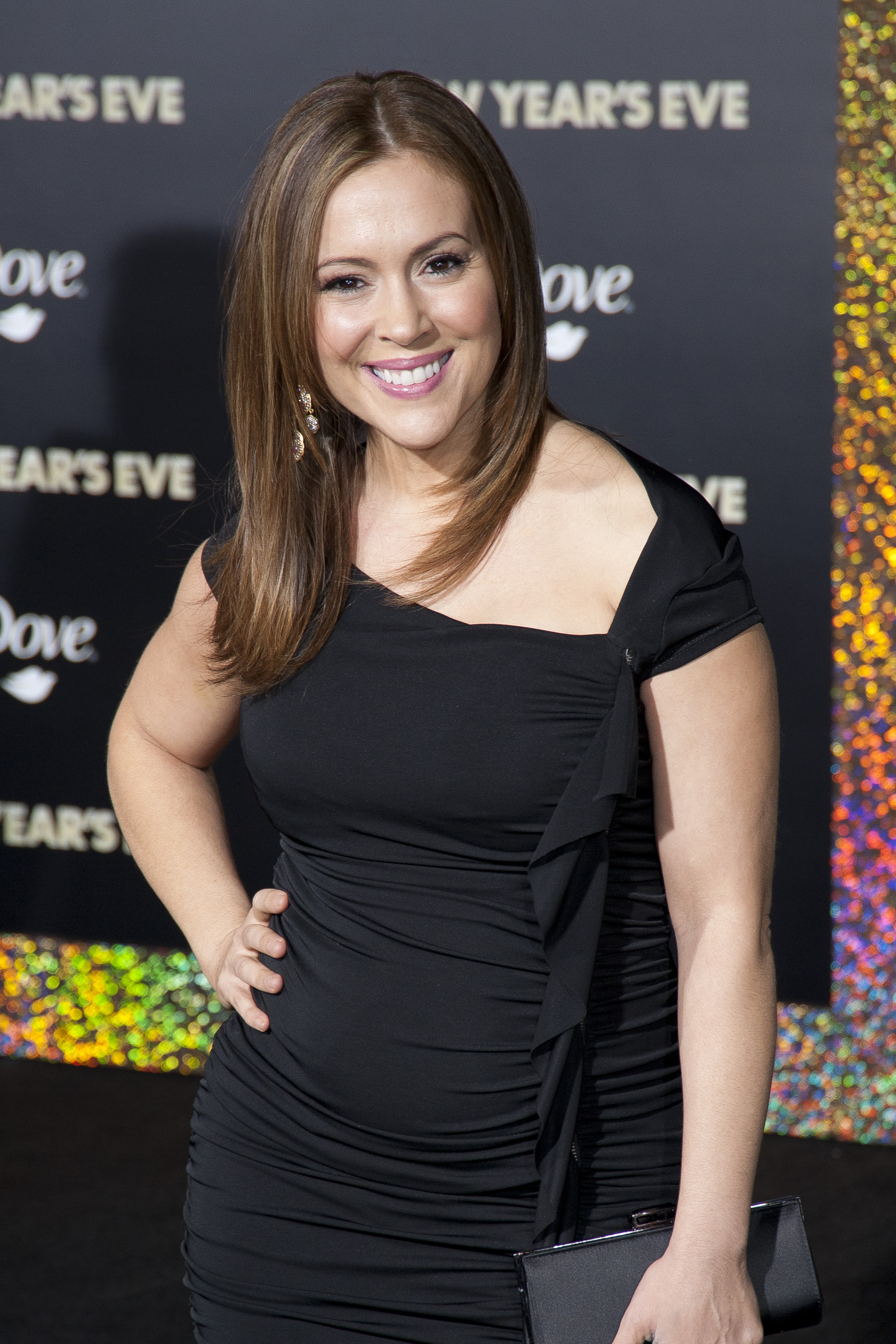
2011

アリッサ・ミラノ（Alyssa Milano, 1972年12月19日 - ）は、アメリカ合衆国の女優、デザイナー、慈善活動家、元歌手。

## 経歴
音楽プロデューサーの父とスタイリストの母との間に生まれる。ニューヨーク州ニューヨーク・ブルックリン出身。イタリア系。2歳からダンスを学び、8歳の時に『アニー』の地方公演に参加。その後『ジェーン・エア』などの公演にも参加する。1984年のテレビ・シリーズ『フーズ・ザ・ボス?』のサマンサ役で注目され、アイドル女優のひとりに数えられるようになる。1985年の映画『コマンドー』のアーノルド・シュワルツェネッガーの娘役が評判になりその人気を不動のものとした。日本でも「アメリカの後藤久美子」と注目、アイドル雑誌などに特集が組まれるほどであった。それらの人気の高まりを受けシンガーとしても活動しており、ポニーキャニオンから9枚のシングルと4枚のアルバムと1枚のコンピレーションを発表し、いずれもオリコンチャートの上位に送り込むなど一定の成功を収めている。その後は低迷期が続き『ボディヒート2/挑発』や『レディ・ヴァンパイア/淫夢伝説』でヌードを披露するが、不発に終わった。

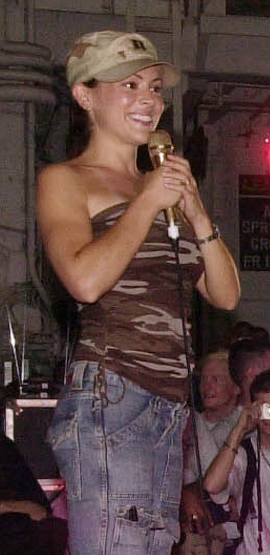
空母ニミッツ艦上にて（2003年6月19日、アラビア湾）

しかし、1998年から始まった『チャームド〜魔女3姉妹〜』では三女を演じて好評となり、第4シーズンからはシャナン・ドハーティーの降板のため一番手に昇格し、第5シーズンからは製作も兼任した。『チャームド』終了後も映画やテレビに多く出演している。
現在は、ユニセフでの活動にも力を注いでおり、親善大使としてアンゴラやコソボを訪問した。
2014年には久々に日本のTV-CM『wenシャンプー』に出演している。

### 私生活

ホワイトハウスでナンシー・レーガン（左）と（1987年4月9日、外交レセプションルーム）

1987年から1990年まで俳優のコリー・ハイムと交際。この他にも、下記の野球選手との交際も含めて数多くの著名人との噂や交際発覚があり、恋多き女性として知られた。1999年1月に作曲家のシンジュン・テートと結婚したが、同年の11月にスピード離婚。2009年1月にハリウッド・エージェントのデビット・ブグリアリと婚約し、2009年8月に結婚した。2011年8月に男児を出産し、マイロと命名した。2014年の9月には、女児を出産した。

### 野球とのつながり
年間ボックスシートを買うほどの熱狂的なドジャースファンでもある。これまで、カール・パバーノ、バリー・ジト、ブラッド・ペニーといった有名野球選手との交際歴があり、野球のブログを書いていたこともある。ただし、その経験から野球選手は子供っぽいと考えており、恋愛とは繋がらないと語ったことがある。

## 主な出演作品

### 映画
| 公開年 放映年 | 邦題 原題                                                               | 役名                         | 備考                                                                |  |
| ------------- | ----------------------------------------------------------------------- | ---------------------------- | ------------------------------------------------------------------- |  |
| 1984          | オールド・イナフ/としごろ Old Enough                                    | ダイアン                     |                                                                     |  |
| 1985          | コマンドー Commando                                                     | ジェニー・メイトリックス     |                                                                     |  |
| 1986          | カンターヴィル・ゴースト The Canterville Ghost                          | ジェニファー・カンターヴィル | テレビ映画                                                          |  |
| 1988          | ドライビング・アカデミー Crash Course                                   | ヴァネッサ・クロフォード     | テレビ映画                                                          |  |
| 1988          | アリッサ・ミラノの朝まで踊ろう Dance 'Til Dawn                          | シェリー・シェリダン         | テレビ映画                                                          |  |
| 1989          | キャノンボール3 新しき挑戦者たち Speed Zone                             | ローレン                     |                                                                     |  |
| 1992          | ハートブレイク・タウン Where the Day Takes You                          | キミー                       |                                                                     |  |
| 1992          | アリッサ・ミラノ/言いだせなくて Little Sister                           | ダイアナ                     |                                                                     |  |
| 1993          | デッド・ライン/完全犯罪 Conflict of Interest                            | エヴァ                       | 日本ではVHSスルー                                                   |  |
| 1994          | ルームメイツ Confessions of a Sorority Girl                             | リタ・サマーズ               | テレビ映画                                                          |  |
| 1994          | ダブルドラゴン Double Dragon                                            | マリアン・デラリオ           | 日本ではVHSスルー                                                   |  |
| 1995          | レディ・ヴァンパイア/淫夢伝説 Embrace of the Vampire                    | シャーロット                 | 日本ではVHSスルー                                                   |  |
| 1995          | グローリー・デイズ/旅立ちの日 Glory Daze                                | チェルシー                   | テレビ映画                                                          |  |
| 1995          | ポイズン・ボディ Deadly Sins                                            | クリスティーナ               |                                                                     |  |
| 1995          | 子宮の囁き The Surrogate                                                | エイミー・ウィンスロー       | テレビ映画                                                          |  |
| 1996          | ボディヒート2/挑発 Poison Ivy II                                        | リリー                       | 日本ではVHSスルー                                                   |  |
| 1996          | FBIファイナル第一級指定/パブリック・エネミー Public Enemies             |                              | ビデオ作品                                                          |  |
| 1996          | 悪魔の恋人 Fear                                                         | マーゴ                       | 日本ではVHSスルー                                                   |  |
| 1996          | ブリザード To Brave Alaska                                              | デニス・ハリス               | 日本ではVHSスルー                                                   |  |
| 1997          | アリッサ・ミラノの堕落の園 Below Utopia                                 | スザンヌ                     | 出演・製作総指揮                                                    |  |
| 1997          | ヒューゴ・プール Hugo Pool                                              | ヒューゴ                     |                                                                     |  |
| 1998          | アリッサ・ミラノのゴールドラッシュ Goldrush:A Real Life Alaskan         | フランシス                   | テレビ映画                                                          |  |
| 2001          | わんわん物語II Lady and the Tramp II: Scamp's Adventure                 | エンジェル                   | アニメ、声の出演                                                    |  |
| 2002          | アン・ラッキー、ハッピー Buying the Cow                                 | エイミー                     | 日本ではVHSスルー                                                   |  |
| 2002          | Kiss the Bride                                                          | エイミー・ケイン             |                                                                     |  |
| 2003          | ディッキー・ロバーツ 俺は元子役スター Dickie Roberts: Former Child Star | シンディ                     | 日本ではVHSスルー                                                   |  |
| 2008          | ドクターズ・ハイ Pathology                                              | グウェン                     | 日本ではDVDスルー                                                   |  |
| 2008          | Wisegal                                                                 | パッツィ                     | テレビ映画                                                          |  |
| 2010          | 恋する2人の解説書 My Girlfriend's Boyfriend                             | ジェシー・ヤング             | 出演・製作 日本ではDVDスルー                                        |  |
| 2010          | あの頃、ティファニーで Sundays at Tiffany's                             | ジェーン・クレアモント       | テレビ映画 出演・製作                                               |  |
| 2011          | ホール・パス/帰ってきた夢の独身生活＜1週間限定＞ Hall Pass              | マンディ                     | 日本ではDVDスルー 別邦題『ホール・パス/夢の独身許可証＜期間限定＞』 |  |
| 2011          | ニューイヤーズ・イヴ New Year's Eve                                     | ミンディ（看護婦）           |                                                                     |  |
| 2019          | ダブル浮気は軟着陸 Tempting Fate                                        | ガビー・カートライト         | テレビ映画                                                          |  |
| 2018          | ハッピーシェフ! 恋するライバル little ITALY                             | ドラ・アンジョリ             | 日本ではDVDスルー                                                   |  |
| 2022          | 傲慢な花 Brazen                                                         | グレイス・ミラー             | Netflix配信 出演・製作総指揮                                        |  |

### テレビシリーズ
| 放映年    | 邦題 原題                                        | 役名                       | 備考                                                |
| --------- | ------------------------------------------------ | -------------------------- | --------------------------------------------------- |
| 1984-1992 | Who's the Boss?                                  | サマンサ                   | 196エピソード                                       |
| 1995      | 新アウターリミッツ The Outer Limits              | ハンナ・ヴァレシック       | 1エピソード                                         |
| 1997-1998 | メルローズ・プレイス Melrose Place               | ジェニファー・マンシーニ   | 40エピソード                                        |
| 1997-2001 | スピン・シティ Spin City                         | メグ・ウィンストン         | 2エピソード                                         |
| 1998-2006 | チャームド〜魔女3姉妹〜 Charmed                  | フィービー・ハリウェル     | レギュラーで178エピソード、2002年より製作も手がける |
| 2007-2008 | マイネーム・イズ・アール My Name Is Earl         | ビリー                     | 10エピソード                                        |
| 2010      | キャッスル 〜ミステリー作家は事件がお好き Castle | カイラ・ブレイン           | 1エピソード                                         |
| 2010-2011 | Romantically Challenged                          | レベッカ・トーマス         | 6エピソード                                         |
| 2013      | Mistresses                                       | サヴァンナ・デヴィス／サラ | 2シーズンまで出演                                   |
| 2018-2019 | 欲望は止まらない!                                | コラリー                   | 10エピソード                                        |
| 2022-現在 | Guy`s Ultimate Game Night                        |                            |                                                     |

### アルバム
- 1989年3月21日 『en:Look in My Heart』（初回限定はゴールドディスク）
- 1989年10月25日 『アリッサ』
- 1990年2月21日 『ザ・ベスト・イン・ザ・ワールド』（過去の楽曲を新たにアレンジし直した作品）
- 1991年5月21日 『ロックト・インサイド・ア・ドリーム』
- 1992年9月18日 『愛を素直に』（初回盤はスリーブケース付き）

### シングル
- 1989年3月21日 『LOOK IN MY HEART』
- 1989年4月21日 『ストレイト・トゥ・ザ・トップ』
- 1989年5月21日 『WHAT A FEELING』
- 1989年10月21日 『I HAD A DREAM』
- 1989年11月21日 『ハピネス』
- 1990年2月21日 『THE BEST IN THE WORLD』
- 1990年5月21日 『アイ・ラブ・ウェン・ウィアー・トゥギャザー』
- 1991年4月21日 『NEW SENSATION』
- 1992年9月18日 『Do you see me』

## CM出演
- アサヒ飲料『ココア風景』（1989年 - 1992年）
- 日清製粉『マ・マー パスタ』、『スパッソ』（1989年 - 1990年）
- 第一製薬 『センロック』（1989年 - 1990年）
- 久光製薬 『ノーシン・ホワイト』（1989年 - 1990年）
- wen『シャンプー』（2014年 - 2015年）

## 参照
1. ↑  http://www.cbsnews.com/stories/2008/03/14/entertainment/main3940856.shtml
2. ↑  パイロット版ではLori Romがフィービーを演じており、降板後にアリッサ・ミラノになった。
3. ↑  “Alyssa Milano on Ex Corey Haim's Death: "RIP Sweet Boy"”. US Magazine (2010年3月10日). 2010年4月12日時点のオリジナルよりアーカイブ。2010年4月4日閲覧。
4. ↑  “Alyssa Milano Gives Birth to Baby Boy”. Fox News. (2011年8月31日) 2011年12月6日閲覧。
5. ↑  “「チャームド」のアリッサ・ミラノ、結婚”. シネマトゥデイ. (2009年8月17日) 2013年2月8日閲覧。
6. ↑  “アリッサ・ミラノに男児誕生！名前はマイロくん3,175グラム”. シネマトゥデイ. (2011年9月1日) 2013年2月8日閲覧。
7. ↑  “'I Want To Be Remembered as a Ballplayer Who Gave All He Had to Give'– Roberto Clemente”. Alyssa.mlblogs.com. 2007年9月25日時点のオリジナルよりアーカイブ。2007年9月6日閲覧。
8. ↑  “アリッサ・ミラノ、「野球選手は子供っぽすぎるからイヤ」”. シネマトゥデイ. (2008年7月24日) 2013年2月8日閲覧。
9. ↑  “アリッサ・ミラノが「溺れる女たち ～ミストレス～」降板”.   シネマトゥデイ. 2014年10月9日閲覧。